# Sinogeotrupes compressidens
Sinogeotrupes compressidens es una especie de coleóptero de la familia Geotrupidae.

## Distribución geográfica
Habita en Hubei, Zhejiang  en la (China).